# 미즈타마리 본드
미즈타마리 본드(일본어: 水溜りボンド みずたまりボンド[*])는 일본 2인조 남성 유튜버이다. 소속사는 UUUM. 캐치 카피는 "발상 중시 2인조 YouTuber"이다. 아오야마 가쿠인 대학의 개그 동아리에서 만나, 만담 콤비를 결성하였다. 그 후, 킹 오브 콩트 2014에서 준준결승에 진출했다 . 동아리 선배는 사스라이 라비 우노, 후배에는 페코 리노가 있다.

## 경력
2014년 10월 6일에 YouTube에서 "미즈타마리 본드 '채널을 개설하였다. 2015년 1월에 동영상 게시를 시작 . 현재는 삭제되었지만 2015년 이전에도 여러 편의 동영상을 게시하고 있었다 . 등영상을 올린 이유는 "동영상이라면 라이브 회장까지 오시지 않더라도 우리의 개그를 부담없이 봐주시겠다"고 생각했기 때문이다 .
2015년 11월 1일에 UUUM NETWORK에서 UUUM 로 이적한다고 발표. 또한 두 MCN 같은 UUUM 주식회사 가 운영하고있다.
먼저 YouTube에 게시 한 동영상은 100 번 재생되는 정도였지만, 매일 20시에 동영상을 게시하는 것을 계속 1년 반 후 2016년 6 월에는 가입자 수가 65 만 명 한 . 같은 해 9월 16일에는 메인 채널의 구독자 수 100 만 명을 달성한다.
2016년 12월 31일부터 2017년 1월 1일에 걸쳐, 텔레비 카나가와 섣달 그믐 날 섣달 그믐 특집 "너 TV에서 비치는라고 해요! ! "에 해설로 출연 .
2017년 7월 21일에 메인 채널의 구독자 수 200 만 명을 달성했다. 이에 따라 동영상의 오프닝이 추가 및 엔딩이 개정되었다.
2018년 4월 1일보다 이전에 동영상의 기획으로 개설 된 YouTube 채널 '라파지지 채널'에서 1 개월간 한정으로 매일 기록했다. 12월 31일 23시 59 분 59 초까지 구독자 수가 100 만 명을 돌파해야 채널을 반드시 제거하는 것이 명언.
2018년 4월 서브 채널의 구독자 수가 100 만 명을 돌파 한 것에 따라 하위 채널 이름을 "웅덩이 본드 2 (서브) '에서'웅덩이 본드의 일상」로 변경.
2018년 6월 14일 메인 채널의 구독자 수가 300 만 명을 돌파. 이에 따라 4일 후 6월 18일부터 동영상의 오프닝, 엔딩 및 채널 아이콘이 변경되었다.
2018년 12월 31일 라파지지 채널은 '완료'라는 제목의 동영상에서 날짜 변경선에서 탈출이라는 명목 하에 11 시간 만 삭제 기간을 연장했지만, 가입자는 328,310 명으로 100 만명에는 미치지 않고 약 8 개월의 활동의 막을 내렸다 .
2019년 4월 24일부터 5월 8일 사이 웅덩이 본드 2 명을 중심인물로 동해 온에어, 파오 채널, 아반티 스 함께 이전부터 꿈의 하나라고 공언했다 SHIBUYA109의 실린더 광고 로 시부야의 거리를 물들인 . 시부야 109가 40 주년을 기념 해 109 로고가 리뉴얼 되었기 때문에, 109 로고 리뉴얼 후 첫 실린더 광고이기도 하다. 같은 기간 SHIBUYA109 · ABENO109 내에서 팝업 스토어를 운영. 자신들을 중심으로 한 109과의 코라 보 상품을 판매. 4월 28일부터 5월 8일 사이에는 시부야 MAG7에서 코라 보 카페를 운영, 합작 식품 총 9 종을 판매.
2019년 12월 28일, 새집으로 이사를 계기로 2017년의 중간보다 동거하면서 가사 도우미 동영상 출연 · 편집의 지원을 해온 후배들과는 다른 길을 걷게 된다. 그 중 P 씨는 YouTuber로 독립. 또한 두 사람은 별거된다 .

## 콤비 이름
- 콤비 이름은 개그 콤비로 결성시에 두 사람이 서로 낸 말 (토미가 "미즈타마리(웅덩이)", "칸타가 "본드")을 조합하여, 명명하였다[12] . 끝머리지만, 본드는 접착제라는 의미뿐만 아니라 'bond(채권)'라는 의미도 있다.
- 콤비 명을 결정함에 있어서는 한자와 가타카나를 이용하여 "조금 뾰족한 느낌으로 가자'고 생각하고 있었다고 말하고있다[13] . 또한 결성 당시는 2인조 YouTuber 드물었다.

## 회원

### 강타
1994년 4월 4일(31세)    - B 형 )
본명 : 사토 마이클寛太(사토 마이클 칸했다)
국적 : 일본
출생지 : 말레이시아
취미 : 달리기, 영어, 농구, 동영상 편집
주로 메인 채널의 동영상 편집과 기획 을 담당하고있다. 2017년까지는 서브 채널의 편집도 담당하고 있었다.
좋아하는 음악 장르는 국악 락에서 UVERworld, MY FIRST STORY, ONE OK ROCK, SiM, My Hair is Bad, 사카 나 쿠션, 하나님 염소, 호시노 겐 등.
2018년 동영상 기획에서 후배의 P 씨, 타카시로 '무인도 집단 카키삐'라는 음악 유닛을 결성. " 무인도의 노래 '를 발표했다. U-FES도 선보였다. 2019년 개인 MV 「 원숭이라도 아는 '을 발표했다.
2018년부터 「사토寛太"명의로 MV 감독 업무도하고 감독 한 작품에 岸洋佑 "미안해 " 무로이 마사야 「계절의 그루브」등이있다 .
낫토와 야채를 싫어한다. 새우는 좋아하지만 알레르기와 비슷한 증상이 나오기 때문에 먹는 앞두고 있었는데, 2019년 10월 1일 공개 동영상에서 IgG 항체 검사라고 생각되는 검사 결과 알레르기가 없었던 것이 판명되어, 약 2년 반 만에 새우를 먹었다. 그러나이 검사에서 동시에 지금까지 먹고 있던 것에 많은 알레르기가있는 것을 발견했다.
초등학교 시절은 시카고에 거주하고 있었다. 해외 출생을 위한 순수한 일본인이지만 중간 이름 이있다.
1993년 7월 26일(31세)    - A 형 )
본명 : 토미知義(토미智義)
주로 하위 채널의 동영상 편집 (2017년 ~)와 기획 및 이벤트, 상품의 기획을 담당하고있다.
취미 : 영화, 독서
좋아하는 아티스트는 Mr.Children .
대식 · 먹기가 특기이며, 최근에는 특히 그 활약을 보이고있다. 또한 깜짝을 거는 경우가 많다. 비둘기가 싫어.
2018년 영화의 기획의 벌칙 게임에서 후배 타카시와 「 포효! ! ! "라는 MV를 공개했다. 2019년 상대자의 강타에 이어 ' 올리브 가지 '라는 개인 MV를 공개했다.
2019년부터 이름을 밝히지 않는 형태로 개인 활동으로 YouTube 채널 " 告っ하거나 훌라되거나 "을 작성하고 바로 드라마의 감독 · 각본을 맡고 있었다. 이것은 상대방의 강타도 밝히지 않았다 .
- 동영상 내용은 실험과 검증, 도시 전설 등 [2] . 깜짝 기획도 많다. 이전 실험계에서도별로 예산 들여 않고 동영상 1 회 평균 예산은 대략 500 엔 정도였다고한다[17] .
- 요네 무라伝次郎 과 그 제자 인 市岡元신경 과 (합작 당시는 요네 무라伝次郎과학 프로덕션에 소속되어 있었다), 두근 두근 씨, GENERATIONS 멤버 등 손님 을 불러 합작 하는 경우도 많다. HIKAKIN과 SEIKIN, 시작 샤쵸, 피셔, 동해 온에어, 파오 채널, 히카루, 키노시타 유카, 와타나베마호토, 아반티 스 ,くまみき, PDS,桐崎에이지 등 다양한 YouTuber도 코라 경험이있다. 오르 Channel 은 모두 대학 개그 동아리 출신 콤비이라는 공통점도 있고, 활동 초기부터 합작하는 경우가 많다. "오르 Channel」, 「웅덩이 본드 ','스카이 피스」의 3 세트 2 인조 YouTuber의"이분 웅덩이 조각 "으로 기획 호평이며, 종종 코라 동영상이 공개되고있다[18] .
- 콤비의 의향으로 야한 이야기를 피했다 동영상 제작을 의식하고 가족과 젊은층도 안심하고 볼 수있는 동영상 내용이있는 것도 시청자 획득에 크게 영향을주고 있기 때문에 YouTuber 팬 사이에서 'YouTube 계의 NHK "라고 불리고있다[19] .
- 양자 모두 독서가이며, 호시 신이치의 팬이라고한다. 대학 시절 콩트 작성의 참고 자료로 토미가 강타에 호시 신이치의 단편 작품을 빌려준 적이 있지만 아직까지 반환되지 않은 (2019년 8월 10일에 공개된 동영상 "5년 전에 빌려 박 책을 언 돌려 봤다 "에서 반환 된 생각했지만, 얼린 것은 거짓이며, 실물은 강타의 집에 있다는[20] ).
- 동영상은 "네, 감사합니다 로보 웅덩이 본드입니다. 부탁합니다. 네, 매일 동영상 노력해 나갑시다. 토미입니다. 강타입니다. 부탁합니다. "라는 정해진 인사에서 반드시 시작[21] .

- Google 앱 'Google 여름 챌린지 # 절대 잘 수있는 동영상'(2016년)
- 타이 쇼 제약 리포 비탄 D 'YouTuber'편 (2017년)
- Paidy "웅덩이 본드도 Paidy」편 (2019년)[22]
- 소프트 뱅크 "만약 1989년僕らがいた들 '(2019년)[23] ※ Web 광고
- 레드 불 "바보 레이스에 진지 레드 불 상자 카트 경주 2019 '(2019년)

### 영화
- 틈새 남자 (2018년 12월 12일 공개, YouTube Originals 배달)
- 사다코 (2019년 5월 24 일 공개, KADOKAWA ) - 본인 역[24]

### 라디오
- 웅덩이 본드의 올 나잇 일본 0 (ZERO) (2019년 7월 13일 · 2020년 1월 1일 · 4월 2일 - 닛폰 방송 )[25][26]

### MV
- 새로운지도 ' 비 오름의 단계 」(2018년)[27]

### 기타 내용
- 시네마 소설 제 5 탄 "이전 거주자가왔다"(2019년 6월 21일 - 채팅 소설 앱 "peep") - 야스다 역 (강타) ※ 강타에만 출연